# ویلکووو (شهرستان کنتژن)
ویلکووو (به لاتین: Wilkowo) یک روستا در لهستان است که در گمینا کنتژن واقع شده‌است. ویلکووو ۲۴۸ نفر جمعیت دارد.